# Deep Waters (1920)
Deep Waters is een Amerikaanse dramafilm uit 1920 onder regie van Maurice Tourneur. Het scenario is gebaseerd op de roman Caleb West (1898) van de Amerikaanse auteur Francis Hopkinson Smith. Destijds werd de film in Nederland uitgebracht onder de titel Diepe wateren. De film is wellicht zoekgeraakt.

## Verhaal
Henry Sanford heeft de opdracht gekregen om een vuurtoren te bouwen in Keyport. Hij wordt er verliefd op Kate, de echtgenote van de jaloerse Morgan Leroy. De kikvorsman Bill Lacey laat intussen zijn oog vallen op Betty, de vrouw van zijn overste Caleb West. Als Lacey in de buurt van de vuurtoren gewond raakt, wordt hij verzorgd door Betty. Hij kan haar overtuigen om er met hem vandoor te gaan. Ze krijgt al gauw spijt van haar beslissing en keert terug naar haar thuisstad. Omdat haar man haar niet meer in huis wil nemen, gaat ze inwonen bij Joe Bell. Lacey lijdt intussen schipbreuk en West moet naar zijn lichaam duiken. Wanneer hij weer aan land komt, ontdekt hij dat Betty al die tijd zuurstof door zijn luchtslang aan het pompen was. Uiteindelijk leggen zowel West als Leroy het bij met hun vrouwen.

## Rolverdeling
| Acteur              | Personage        |
| ------------------- | ---------------- |
| Rudolph Christians  | Caleb West       |
| Barbara Bedford     | Betty West       |
| John Gilbert        | Bill Lacey       |
| Florence Deshon     | Kate Leroy       |
| Jack McDonald       | Morgan Leroy     |
| Henry Woodward      | Henry Sanford    |
| George Nichols      | Joe Bell         |
| Lydia Yeamans Titus | Tante Bell       |
| Marie Van Tassell   | Barzella Busteed |
| James Gibson        | Vixley           |
| Ruth Wing           | Zuby Higgins     |
| B. Edgar Stockwell  | Seth Wingate     |
| Charles Millsfield  | Professor Page   |
| Siggrid McDonald    | Nicht van Page   |